# Lista över musikal- och musikteatertermer
Detta är en lista över ord som används i samband med musikaler och angränsande genrer. Eftersom musikalen är en ursprungligen amerikansk teaterform har en mängd engelska uttryck kommit att importeras till Sverige, ofta utbytbara med motsvarande svenska, vilket kan skapa förvirring. Denna lista försöker sammanställa de vanligaste termerna på bägge språken.
| Svenskt namn                                   | Engelskt namn         |
| ---------------------------------------------- | --------------------- |
| Skrivet material                               |                       |
| Partitur/Noter                                 | Score                 |
| Klaverutdrag/Pianonoter                        | Vocal score           |
| Libretto                                       | Book                  |
| Sångtexter                                     | Lyrics                |
| Stickreplik                                    | Cue                   |
| Personer och uppgifter                         |                       |
| Upphovsmän                                     | Creative team         |
| Kompositör                                     | Composer              |
| Sångtextförfattare                             | Lyricist              |
| Manusförfattare/Librettist                     | Bookwriter            |
| Regissör                                       | Director              |
| Musikansvarig/Kapellmästare                    | MD/Musical Director   |
| Koreograf                                      | Choreographer         |
| Medverkande                                    | Cast                  |
| Huvudroller                                    | Lead/Principal cast   |
| Biroller                                       | Supporting cast       |
| Ensemble/Kör                                   | Chorus                |
| Reserv                                         | Understudy            |
| Ersättare                                      | Swing                 |
| Scenpersonal                                   | Stage crew            |
| Produktions- och tidsord                       |                       |
| Provspelning/Provsjungning                     | Audition              |
| Rollsättning                                   | Casting               |
| Provföreställningar                            | Workshops             |
| (Testpremiär utanför den egentliga spelstaden) | Tryout                |
| Repetition                                     | Rehearsal             |
| Genomdrag                                      | Dress rehearsal       |
| Generalrepetition                              | Final dress rehearsal |
| Premiär                                        | Opening night         |
| Spelperiod                                     | Run                   |
| Stilar och beteckningar                        |                       |
| Revy                                           | Revue                 |
| Varieté                                        | Music hall            |
| Operett                                        | Operetta              |